# Долина (Днепровский район)
Долина (укр. Долина) — село, Чумаковский сельский совет, Днепровский район, Днепропетровская область, Украина.
Население по данным 1990 года составляло 120 человек.
Село присоединено к селу Чумаки в 1995 году.
Примыкало к сёлам Чумаки и Карла Либкнехта. Рядом проходит автомобильная дорога Т-0405.